# بیوو (سوئد)
شهر بیوو (به سوئدی: Bjuv) در ناحیه شهری بیوو (سوئد) در کشور سوئد واقع شده‌است. جمعیت این شهر ۱۴٬۲۹۷ نفر است.